# Bratja Daskalovi
Bratja Daskalovi (Bulgaars: Братя Даскалови) is een dorp en een gemeente in de Bulgaarse oblast Stara Zagora. 

## Geografie
De gemeente Bratja Daskalovi ligt in het zuidwestelijke deel van de oblast Stara Zagora. Met een oppervlakte van 487,956 km² is het de zesde van de 11 gemeenten van de oblast (oftewel 9,46% van het grondgebied). De grenzen zijn als volgt:
- in het noorden - de gemeente Pavel Banja en de gemeente Kazanlak;
- in het noordoosten - gemeente Stara Zagora;
- in het oosten - gemeente Tsjirpan;
- in het zuiden - gemeente Parvomaï, oblast Plovdiv;
- in het zuidwesten - gemeente Sadovo, oblast Plovdiv;
- in het westen - gemeente Rakovski en gemeente Brezovo, oblast Plovdiv.

## Geschiedenis
Het dorp werd in 1956 gevormd door een fusie van de dorpen Grozdovo en Vojnitsite, beide tegenliggers van elkaar aan de rivier de Omoerovo. De naam betekent "de Gebroeders Daskalovi" en is vernoemd naar de broers Dimitar, Ivan en Nikola, deelnemers aan de Septemberopstand van 1923. De broers werden op 4 oktober 1923 geëxecuteerd door de communistische autoriteiten.

## Bevolking
Op 31 december 2020 telde het dorp Bratja Daskalovi 547 inwoners, terwijl de gemeente Bratja Daskalovi, inclusief 22 nabijgelegen dorpen, 7.897 inwoners had.
| Bevolkingsontwikkeling tussen 1934 en 2020          |
| --------------------------------------------------- |
|                                                     |
| Bron: Nationaal Statistisch Instituut van Bulgarije |

De bevolking bestaat grotendeels uit etnische Bulgaren (97,4%), gevolgd door Roma (2,3%).

## Gemeentelijke kernen
De gemeente Bratja Daskalovi bestaat uit 23 nederzettingen.
| - Bratja Daskalovi (hoofdplaats) - Dolno Novo Selo - Goljam Dol - Gorno Belevo - Gorno Novo Selo - Granit - Kolju Marinovo - Malak Dol | - Malko Drjanovo - Markovo - Medovo - Mirovo - Najdenovo - Opaltsjenets - Orizovo - Partizanin | - Plodovitovo - Pravoslav - Saedinenie - Sarnevets - Slavjanin - Tsjerna Gora - Veren |

Bestuurlijk centrum: Stara Zagora
Bratja Daskalovi · Tsjirpan · Galabovo · Goerkovo · Kazanlak · Maglizj ·Nikolaevo · Opan · Pavel Banja · Radnevo · Stara Zagora